# Порту-ди-Педрас
Порту-ди-Педрас (порт. Porto de Pedras) — муниципалитет в Бразилии, входит в штат Алагоас. Составная часть мезорегиона Восток штата Алагоас. Входит в экономико-статистический микрорегион Литорал-Норти-Алагоану. Население составляет 10 620 человек (2008 год). Занимает площадь 189 км².